# Карликовая мышь
Карликовая мышь (лат. Mus minutoides) — вид грызунов рода домовых мышей.
Во взрослом возрасте они весят 5 г при средней длине 5 см. Окраска меха варьируется от серого до красно-коричневого цвета, нижняя часть тела белая.
Вид распространён южнее Сахары от Южной Африки, Зимбабве до Мозамбика. Населяет саванны, луга, каменистые места проживания, речные ассоциации на высоте до 2400 метров над уровнем моря.
Животные живут в группах или семейных союзах. Активны в сумерки и ночью. Достигают половой зрелости примерно в возрасте 5—7 недель. Беременность длится около 20 дней. В помёте 2—4 детёныша.Средний вес щенков при рождении составляет 0,8 грамма. Продолжительность жизни составляет около 2-х лет.Хотя и редко, но были зарегистрированы случаи, когда  прожили 4  более.
Этот вид мышей популярен в качестве домашнего животного. Однако из-за их маленького размера и хрупкости их не держат в клетках, так как они могут пролезть сквозь прутья. Африканские карликовые мыши всеядны, то есть им требуется как растительная, так и животная пища, но их рацион в основном растительный. Им необходимо социальное взаимодействие во время кормления. Их следует содержать в Рекомендуется содержать не менее трёх особей в аквариуме объёмом минимум 10 галлонов. Они, как правило, считаются простыми в уходе.